# Kráľová pri Senci
Kráľová pri Senci és un poble i municipi d'Eslovàquia que es troba a la regió de Bratislava, a l'extrem occidental del país, prop de la frontera amb Àustria.

## Història
La primera menció escrita de la vila es remunta al 1335.

## Demografia
| Godina             | 1994 | 2004   | 2014    | 2024    |
| ------------------ | ---- | ------ | ------- | ------- |
| Nombre de persones | 1395 | 1426   | 1800    | 2308    |
| Diferència         |      | +2,22% | +26,22% | +28,22% |

| Godina             | 2023 | 2024   |
| ------------------ | ---- | ------ |
| Nombre de persones | 2321 | 2308   |
| Diferència         |      | −0,56% |